# شهرستان حدیثه
شهرستان حدیثه (به عربی: قضاء حدیثة) یک شهرستان در عراق است که در استان انبار واقع شده‌است.